# Strání
Strání (deutsch Strany, 1939–1945 Stran) ist eine Gemeinde in Tschechien. Sie liegt 14 Kilometer südlich von Uherský Brod und gehört zum Okres Uherské Hradiště.

## Geographie
Strání erstreckt sich am südöstlichen Abfall der Weißen Karpaten zwischen den Hauptgipfeln Velká Javořina und Velký Lopeník im Tal des Baches Klanečnice an der Grenze zur Slowakei. Das Dorf liegt im Landschaftsschutzgebiet CHKO Bílé Karpaty. Nördlich erhebt sich die Dubina (544 m), im Nordosten die Doubrava (550 m), östlich der Velký Lopeník (911 m), im Südosten die Nová hora (551 m) und die Nová hora (629 m), südlich der Těžký (655 m), Ostrý vrch (605 m), Javorník (718 m), Jelenec (925 m) und Velká Javořina (925 m), im Südosten die U Bětina Javora (827 m) sowie nordwestlich der Horní kopec (607 m) und Obecnice (597 m). Durch Strání führt die Staatsstraße I/54 zwischen Veselí nad Moravou und Nové Mesto nad Váhom, die zwischen dem Horní kopec und Obecnice den Stranypass (Straňanské sedlo,) überquert.
Nachbarorte sind Drahy, Čupák, Volenov und Suchá Loz im Norden, Březová im Nordosten, Mravcové, Šiance und Bazalákovci im Osten, Nová Hora und Nová Bošáca im Südosten, Mlýnky und Květná im Süden, Uherskohradišťské Vápenky im Südwesten, Kamenná Bouda und Suchov im Westen sowie Boršice u Blatnice, Horní Němčí und Korytná im Nordwesten.

## Geschichte
Archäologische Funde belegen eine Besiedlung des Tals seit der Jungsteinzeit. Seit dem 11. Jahrhundert führte der bedeutsame Ungarische Steig über den Strany-Pass. Er verlief von Nitra über Uherský Brod und Měnín bzw. Brünn nach Olmütz zur Bernsteinstraße. Um 1200 gehörte der Gau zwischen Trnava und dem mährischen Tiefland Konstanze von Ungarn. Von ihren Mann Ottokar I. Přemysl erhielt Konstanze die sich daran anschließende mährische Ebene zwischen Břeclav und Uherské Hradiště als Morgengabe. Ihr Vater Béla III. überließ ihr zudem den Gau von Tyrnau bis zur Waag. Der Ungarische Steig wurde in der zweiten Hälfte des 13. Jahrhunderts zur wichtigsten Handelsverbindung zwischen Mähren und Ungarn. Zu dieser Zeit bestand Strání noch nicht und auch bei der Gründung des Klosters Smilheim im Jahre 1261 war von dem Ort nicht die Rede.
Die erste urkundliche Erwähnung von Strání erfolgte im Jahre 1318, als Johann von Luxemburg die Feste Stenici nach dem Einfall der Kumanen unter Matouš Čák Trenčanský zur Sicherung einer Schuld an Chotěbor von Strání verpfändete. 1353 wurde Strání in der Olmützer Landtafel als Besitz der Brüder Pavel und Ctibor von Strání eingetragen. Sitz der Vladiken von Strání war die örtliche Feste, zu ihren Besitzungen gehörte auch ein Drittel von Horní Němčí, Korytná sowie ein Anteil von Volenov. 1359 verkauften Pavel und Ctibor von Strání ihre gesamte Herrschaft einschließlich der Feste, dem Hof, der Pfarre sowie dem Städtchen Strání an Frank von Kunowitz. Seit 1483 ist die Erhebung einer Maut in Strání nachweisbar. 1492 bestand Strání aus 44 Anwesen und zwei Mühlen mit Brettsägen. Letztere befanden sich unterhalb des Städtchens auf den heutigen Fluren von Květná. Im Jahre 1502 fiel Strání zusammen mit Lhota, Louka, Boršice, Slavkov, Suchá Loz und einem Anteil von Horní Němčí an Jan Bernard von Kunovice, der die Güter seiner Herrschaft Ostroh zuschlug. Beim Einfall der siebenbürgischen Aufständischen unter Stephan Bocskai wurde das Dorf im Jahre 1605 geplündert. Jan Bernard d. J. von Kunovice verlor nach der Schlacht am Weißen Berg seinen Besitz. 1625 erhielt Gundaker von Liechtenstein gegen eine Schuldforderung die Herrschaft für 600.000 Gulden. Bis zur Mitte des 19. Jahrhunderts blieb das Dorf immer nach Ostroh und den Liechtensteinern untertänig.
Nach der Ablösung der Patrimonialherrschaften bildete Straní/Strany ab 1850 eine Gemeinde in der Bezirkshauptmannschaft Uherský Brod. Im Jahre 1885 wurde Strání erneut zur Marktgemeinde erhoben. Nach der Aufhebung des Okres Uherský Brod kam Strání Ende 1960 zum Okres Uherské Hradiště.

## Gemeindegliederung
Die Gemeinde Strání besteht aus den Ortsteilen Květná (Blumenbach) und Strání (Strany) sowie den Ansiedlungen Drahy, Kamenná Bouda und Mlýnka.

## Sehenswürdigkeiten
- neugotische Kirche der Kreuzerhöhung, erbaut 1909–1911. Sie entstand anstelle eines 1748 errichteten barocken Vorgängerbaus, der am 22. Mai 1893 ausbrannte. Weil die Gelder zum Wiederaufbau fehlten, verfiel die Ruine und musste 1908 abgebrochen werden.
- Pfarrsaal, erbaut 1926–1927, seit der Sanierung des Gebäudes in den 1990er Jahren dient er als Kulturzentrum
- Kapelle der Schmerzreichen Jungfrau Maria, auf der Flur Uhliskách, erbaut 1816 vom Bauern Jan Popela
- ehemaliges Jagdschlösschen, erbaut nach 1650 für Gundakar von Liechtenstein, es dient heute als Hotel
- historisches Bauerngehöft Nr. 126
- denkmalgeschützte Stadeln der Gehöfte 85 und 117 sowie Heuscheuer des Gehöfts Nr. 85
- Gemeindespeicher, der frühere Kontributionssprecher wurde 1812 von der Gemeinde erworben. Heute befindet sich darin die Lebensmittelverkaufsstelle Na Sýpce
- Landschaftsschutzgebiet CHKO Bílé Karpaty
- Naturschutzgebiet Záhumenice, südwestlich des Dorfes

## Söhne und Töchter
- Josef Nuzík (* 1966), römisch-katholischer Geistlicher, Erzbischof von Olmütz